# Лозове (Калінінградська область)
Лозове (рос. Лозовое) — селище Гвардійського міського округу, Калінінградської області Росії. Входить до складу Славинського сільського поселення.
Населення — 52 особи (2015 рік).

## Населення
| 2002 | 2010 |
| ---- | ---- |
| 48   | ↗52  |